# فدراسیون جهانی گلف
فدراسیون جهانی گلف (انگلیسی: International Golf Federation) نهاد اداره‌کننده مسابقات گلف در سطح جهان است.
این سازمان در سال ۱۹۵۸ تأسیس شده و مقر آن لوزان، سوئیس است.